# Mnichovo Hradiště
Mnichovo Hradiště é uma cidade checa localizada na região da Boêmia Central, distrito de Mladá Boleslav.